# Načertanije
Načertanije (ve staré srbštině начертаније - náčrt, nástin) byl tajný program zahraniční politiky srbského knížectví, jehož autorem byl tehdejší ministr vnitra, ustavobranitel Ilija Garašanin. Veřejnosti bylo poprvé uvedeno roku 1906 v bělehradských novinách Delo.
Dokument měl za cíl nasměrovat zahraniční politiku Srbska tak, aby byli pod knížectví sjednoceni všichni Srbové a Slované z oblastí Bosny a Hercegoviny, Černé Hory a dalších míst Osmanské říše (která v té době byla již ve značném úpadku; o rozdělení jejího evropského území se začínalo v mezinárodním prostředí stále častěji hovořit), stejně tak ale i z území Rakouska. Plán počítal s tím, že srbský vliv by mohla šířit celá řada agentů pomocí propagandy.
Na vznik dokumentu měla velký vliv polská protirusky orientovaná emigrace, která se obávala možnosti, že evropské území Osmanské říše bude nakonec rozděleno mezi Rakousko a hlavně Rusko. Právě druhá uvedená mocnost měla značný zájem tato území osídlená nábožensky stejně smýšlejícím obyvatelstvem přinejmenším získat do své sféry vlivu. Centry emigrantů byly hlavně Londýn a Paříž; své myšlenky až do vzdáleného Srbska pomohl rozšířit český generál František Zach, který vystupoval v roli polského agenta. Silný jihoslovanský jednotný stát by mohl zvrátit rovnováhu sil v Evropě a pomoci Polsku v osvobození od ruské nadvlády. Zach polské myšlenky shrnul v dokumentu "Plán pro slovanskou politiku Srbska", na základě kterého pak bylo Načertanije sepsáno.
V současné době je plán velmi často interpretován jako počátky velkosrbských představ, které provázejí historii země v podstatě až dodnes. Načertanije však bylo sepsáno v dobách, kdy ještě nebyly jednotlivé jihoslovanské národy konstituovány jako dnes a často se objevovaly mnohé přechodné a neúspěšné koncepce (např. ilyrská myšlenka).